# 스티브 프랜시스
 스티브 프랜시스(Steve Francis, 1977년 2월 21일 ~ )은 미국 출신 전 농구 선수이다. 포인트 가드/ 슈팅가드로 활약했던 프랜시스는 중국 CBA 베이징 덕스에서 농구선수 생활을 마무리했으며 1999년부터 2008년까지 미국 프로 농구 NBA 소속 휴스톤 로키츠, 올랜도 매직, 뉴욕 닉스에서도 활동하였다. 프랜시스의 별명은 "Stevie Franchise"였고 즉, 프랜차이즈의 중심, 팀의 전부라는 것을 상징했다.

## 어린 시절
프랜시스는 메릴랜드주, 타코마 파크에서 태어났고 몽고메리 블레어 고등학교를 졸업했다. 1995년, 어머니를 암으로 잃은 그는 할머니에 의해 양육되었다. 어머니가 돌아가신 후, 프랜시스는 2년 동안 농구를 하지 않았다. 
 프랜시스는 1996년부터 1997년까지 샌 재신토 칼리지, 1997년부터 1998년까지 메릴랜드 앨러게니 칼리지에서 재학했다.

## 대학 시절
프랜시스는 1998년, 대학교 3학년때 메릴랜드 대학교로 편입하였다. 메릴랜드 대학교 농구팀은 프랜시스의 합류로 인해 프리시즌 대학 농구 순위 5위를 등록했고, 프랜시스는 메릴랜드의 선발 슈팅가드로서 큰 도음을 주었다. 프랜시스는 첫 경기때 웨스턴 캐롤라이나 대학교를 상대로 17점을 득점했다. 12월쯤 메릴랜드 농구팀은 전국 대학 농구 순위 2위를 차지했다.1998년-1999년 시즌, 농구팀은 28승 6패를 기록했고 AP 통신사의 대학농구 득표결과 5위를 차지했다.

## NBA 시절

### 휴스톤 로키츠 (1999년 ~ 2004년)
프랜시스는 1999년 1라운드 2번째로 밴쿠버 그리즐리스에 지명됐다. 그러나 프랜시스는 공식적으로 가족과 너무 멀다, 하나님의 뜻, 세금 등등, 프랜시스는 이런 이유로 벤쿠버에서 농구를 하기 싫다고 말했다. 그리즐리스와 프랜시스는 결국 합의에 도달하지 못했다. 1999년-2000년 시즌이 시작전, 프랜시스는 휴스톤 로키츠로 트레이드 되었다. 스티브 프랜시스 트레이드는 선수 11명과 3개의 팀이 참여했었고 그당시 NBA 역사상 제일 큰 트레이드였다.
이런 초반문제에도 불구하고 프랜시스는 루키시즌때 평균 18점, 5.3리바운드, 6.6어시스트를 기록하며 로키츠를 34승48패 기록으로 이끌었다. 프랜시스는 파워 포워드 엘튼 브랜드랑 신인상 공동 수여하였고, 2000년 올스타 슬램덩크 대회에 참여하여 빈스 카터뒤에 2등을 차지했다. 프랜시스는 두 번째와 새번째 시즌때도 19.9점, 21.6점을 기록하며 좋은 실력을 보여주었지만, 로키츠를 플레이오프까지 이끌고 가는데는 부족했다. 2002년, 로키츠는 1라운드 1번째로 야오 밍을 드래프트했다. 프랜시스·야오 콤보는 평균 35.5점과 15리바운드를 기록하며 2003년-2004년 시즌에 로키츠를 플레이오프로 이끌고 갔지만 로스앤젤레스 레이커스한테 패배했다. 프랜시스는 이 시즌때 평균 16.6점, 5.5리바운드, 6.2도움을 기록했다.

### 올랜도 매직 (2004년 ~ 2006년)
프랜시스는 야오 밍과 같이 플레이오프 진출에 성공을했지만 당시 로키츠의 코치였던 제프 밴 건디랑은 사이가 안 좋았다. 밴 건디 코치는 야오 밍을 공격의 중심으로 잡고 싶었고 프랜시스는 팀의 리더로서 자기가 팀을 이끌어야 된다고 생각했다.이런 의견 충돌과 프랜시스의 저조한 실적은 또 다른 트레이드로 결론났다. 로키츠는 올랜도 매직의 슈퍼스타 트레이시 맥그래디를 영입하기 위하여 프랜시스와 그 외 2명의 선수를 트레이드 했다. 
 프랜시스는 이 트레이드를 불만족스럽게 여겼지만 빨리 적응했다. 그는 평균 21점, 5.8리바운드, 7도움을 기록하며 매직에서의 첫 시즌을 화려하게 시작했다. 하지만 매직은 플레이오프 진출에 실패하였다. 다시 한번 프랜시스는 자기와 매직과의 의견 차의가 있다며 불만족하다는 태도를 보였고 이에 수많은 트레이드 소문에 중심이 됐다.

### 뉴욕 닉스 (2006년 ~ 2007년)
매직에서 2년동안 활동한 프랜시스는 2005년~2006년 시즌때 뉴욕 닉스로 이적되었다. 매직은 프랜시스의 이기적인 플레이스타일이 팀 안의 불균형과 문제를 만들어서 트레이드를 했다고 주장했다. 이에 프랜시스는 뉴욕에서 농구를 할 수 있어서 기쁘다고 말했다. 하지만 프랜시스의 닉스 생활은 짧고 불행했다. 많은 부상으로 지친 프랜시스는 2006년-2007년시즌 평균 11.3점을 기록했고 한 시즌뒤 포틀랜드 트레일블레이저스로 이적됐다. 트레일블레이저스는 바이아웃 금액 3천만달러로 프랜시스를 프리에이전트로 만들었다.

### 휴스톤 로키츠에서의 마무리 (2007년-2008년)
마이애미 히트와 댈러스 매버릭스를 포함해서 소수의 팀들이 프랜시스를 영입하려고 했다. 프랜시스는 끝에 휴스톤 로키츠에서 활동하기로 결정했다. 프랜시스는 휴스톤으로 돌아갈 수 있다는게 너무 기쁘다고 했다. 프랜시스가 로키츠에 있을 때 같이 활동했던 야오 밍도 아직 로키츠 선수였고, 프랜시스가 다시 휴스톤으로 온다는 말에 "큰형"이 돌아와서 행복하다고 말하며 프랜시스를 찬양했다.
하지만 로키츠로 복귀한 프랜시스는 많이 활약을 못했고 결국 무릅 수술로 평균 5.5점을 기록하며 2007-2008년 시즌을 마무리했다.

2008년 12월 24일, 프랜시스는 원래 자기를 드레프트했던 그리즐리스에게 트레이드되었지만 최종 명단에서 제외되며 멤피스에서 방출되었다.

## CBA - 중국 농구 협회 (2010년)
2010년 11월, 프랜시스는 중국 프로농구 소속 베이징 덕스와 계약을 맺었다. 하지만 프랜시스는 12월달 덕스를 떠났고 미국으로 돌아왔다.

## 플레이 스타일 분석
스티브 프랜시스는 다른 슈팅가드에 비하면 키가 작은 편이다. 하지만 그 작은 키로 NBA 선수 생활을 하면서 평균 5.6리바운드를 기록했고 대단한 돌파력을 선보였다. NBA 스카우트들의 의하면 프랜시스는 뛰어난 운동신경을 가지고 있고 그의 볼 핸들링 솜씨와 슈팅 감각을 극찬했다. 한 스카우트는 프랜시스를 트리플 스레트라고 표현했다. 즉 프랜시스가 공을 잡은 상태에서 슈팅을 하거나 패스를 하거나 드리블을 하던 수비하기 힘든 선수라고 말했다. 프랜시스는 1999년 NBA 드레프트때 상위건에 뽑힐거라고 분석했다. 하지만 프랜시스도 단점이 있었다. 가끔 포인트 가드 역할을 하는 프랜시스는 평균 6도움을 기록하되 많은 코치들과 선수들로서 이기적이고 거만하다고 평판을 받았다.

## 개인생활
프랜시스가 6살이였을 때 그의 아버지는 집을 떠났다. 18살때 어머니를 암으로 잃은 프랜시스는 5살 여동생이랑 같이 할머니한테 양육을 받았다. 2006년 9월 9일, 프랜스는 쉘비 프랜시스와 결혼했고 아들(브루클린), 딸 (도피)을 낳았다.

프랜시스는 메니에르 증후군이라는 병을 앓고 있다.

프랜시스는 어렸을때부터 힙합·랩음악을 즐겨 들었고 2000년에 마세라티 뮤직이라는 소속사를 설립했다.

## NBA 정규시즌 기록
| 시즌     | 팀     | 경기수 | 선발출장 | 분/경기 | 필드골% | 3점슛% | 자유투% | 리바운드/경기 | 어시스트/경기 | 스틸/경기 | 블록/경기 | 득점/경기 |
| 1999-00  | 로키츠 | 77     | 77       | 36.1    | .445    | .345   | .786    | 5.3           | 6.6           | 1.5       | .4        | 18.0      |
| 2000-01  | 로키츠 | 80     | 79       | 39.9    | .451    | .396   | .817    | 6.9           | 6.5           | 1.8       | .4        | 19.9      |
| 2001-02  | 로키츠 | 57     | 56       | 41.1    | .417    | .324   | .773    | 7.0           | 6.4           | 1.2       | .4        | 21.6      |
| 2002-03  | 로키츠 | 81     | 81       | 41.0    | .435    | .354   | .800    | 6.2           | 6.2           | 1.7       | .5        | 21.0      |
| 2003-04  | 로키츠 | 79     | 79       | 40.4    | .403    | .292   | .775    | 5.5           | 6.2           | 1.8       | .4        | 16.6      |
| 2004-05  | 매직   | 78     | 78       | 38.2    | .423    | .299   | .823    | 5.8           | 7.0           | 1.4       | .4        | 21.3      |
| 2004-05  | 매직   | 46     | 45       | 37.7    | .433    | .257   | .797    | 4.8           | 5.7           | 1.1       | .2        | 16.2      |
| 2004-05  | 닉스   | 24     | 15       | 27.5    | .442    | .538   | .761    | 3.0           | 3.5           | 1.0       | .2        | 10.8      |
| 2004-05  | 닉스   | 44     | 30       | 28.1    | .408    | .378   | .829    | 3.6           | 3.9           | .9        | .3        | 11.3      |
| 2004-05  | 로키츠 | 10     | 3        | 19.9    | .333    | .235   | .565    | 2.3           | 3.0           | .9        | .5        | 5.5       |
| 올스타   |        | 3      | 3        | 24.3    | .552    | .500   | .500    | 2.7           | 5.3           | .7        | .0        | 12.0      |
| 통산기록 |        | 576    | 543      | 37.6    | .429    | .341   | .797    | 5.6           | 6.0           | 1.5       | .3        | 18.1      |

## 플레이오프 기록
| 시즌      | 팀     | 경기수 | 선발출장 | 분/경기 | 필드골% | 3점슛% | 자유투% | 리바운드/경기 | 어시스트/경기 | 스틸/경기 | 블록/경기 | 득점/경기 |
| 2003-2004 | 로키츠 | 5      | 5        | 44.4    | .429    | .412   | .725    | 8.4           | 7.6           | 1.4       | .2        | 19.2      |
| 통산기록  |        | 5      | 5        | 44.4    | .429    | .412   | .725    | 8.4           | 7.6           | 1.4       | .2        | 19.2      |

## CBA 정규시즌 기록
| 시즌      | 팀   | 경기수 | 선발출장 | 분/경기 | 필드골% | 3점슛% | 자유투% | 리바운드/경기 | 어시스트/경기 | 스틸/경기 | 블록/경기 | 득점/경기 |
| 2010-2011 | 덕스 | 4      | 0        | 3.4     | .379    | .000   | .000    | .8            | .0            | .0        | .0        | .5        |
| 통산기록  |      | 4      | 0        | 3.4     | .379    | .000   | .000    | .8            | .0            | .0        | .0        | .5        |